# Стемалит

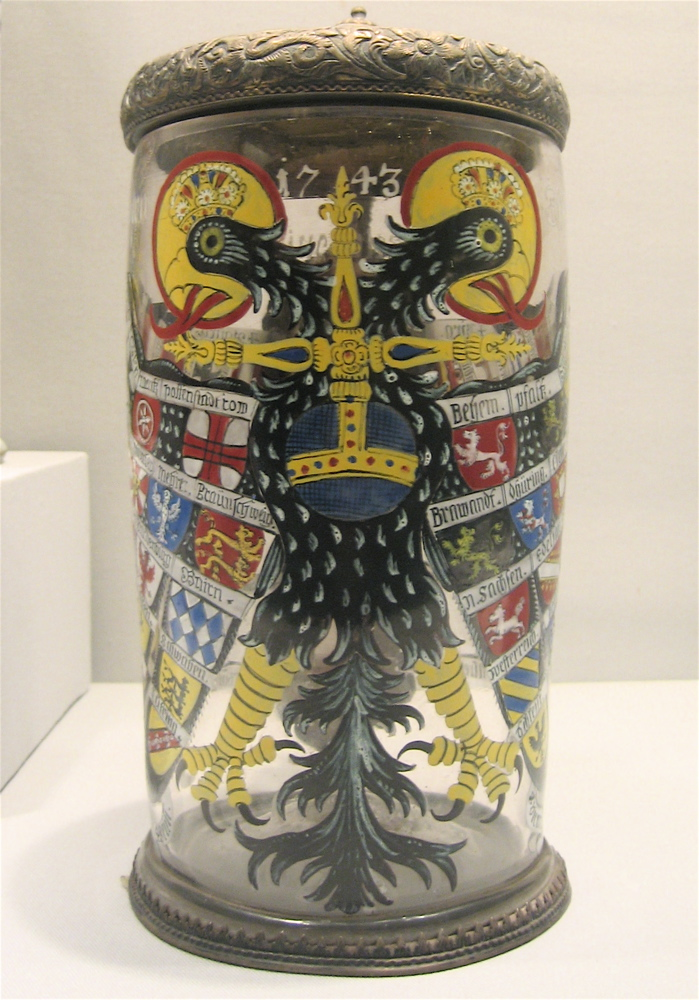
Reichsadlerhumpen, бокал с двуглавым орлом Священной Римской Империи и гербом различных территорий на его крыльях, был популярным образцом техники эмалированного стекла в германских землях с XVI века.

Стемалит, также эмалит, эмалированное стекло — стекло, декорированное эмалью (стеклянным порошком, возможно, с примесью связующего вещества), а затем обожжённое до фьюзинга. Может быть ярких и стойких цветов, а также быть прозрачным, полупрозрачным или непрозрачным. Как правило, нужные цвета появляются только тогда, когда предмет обожжён, что увеличивает сложность изготовления художником.
По виду напоминает эмаль, нанесённую на металлическую поверхность, но выполняется на стеклянной поверхности. Техника также близка к «эмалированному» надглазурному декорированию керамики, особенно фарфора, и считается, что, возможно, техника перешла от металла к стеклу (вероятно, в исламском мире), а затем в эпоху Возрождения от стекла к керамике (возможно, в Богемии или Германии).

## Техники
Стекло можно эмалировать, посыпав рыхлым порошком на плоскую поверхность, покрасив или запечатав взвесью, или окрасив и отчеканив связующее вещество, а затем обсыпав его порошком, который прилипнет. Как и в случае с эмалью на металле, для получения острых краёв может быть использован резиновый трагакант.
Некоторые современные методики намного проще исторических. Например, сейчас существуют шариковые ручки из эмалированного стекла.
Эмалированное стекло часто используется в сочетании с позолотой. Также для придания блеска может быть добавлена слюда.
Эмалированное венецианское (муранское) стекло называлось смальта.

## Применение
Из эмалированного стекла изготавливаются светильники для мечетей. Обычно у них есть выступы, за которые их подвешивают для освещения мечетей и других подобных помещений, таких как медресе и мавзолеи. У них есть религиозная символика, основанная на стихе света Корана, который часто наносится на них каллиграфически.
В эпоху европейского Возрождения дорогие эмалированные кубки служили в качестве подарков при сватовстве и заключении брака. Такие кубки редко использовали, и некоторые из них сохранились.
Роспись по стеклу подразумевает живопись на стекле, создавая готовую прозрачную работу. Обжиг стекла аналогичен, но вначале порошок не примешивается к окрашивающей пасте; однако, результат схож.

## Галерея

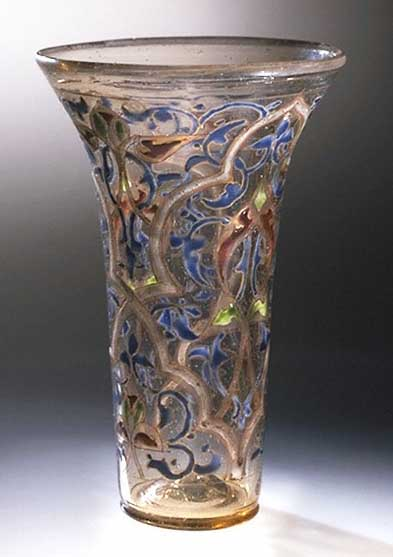
«Удача Эденхолла», эмалированная стеклянная чаша, XIII в., изготовлена в Сирии или Египте
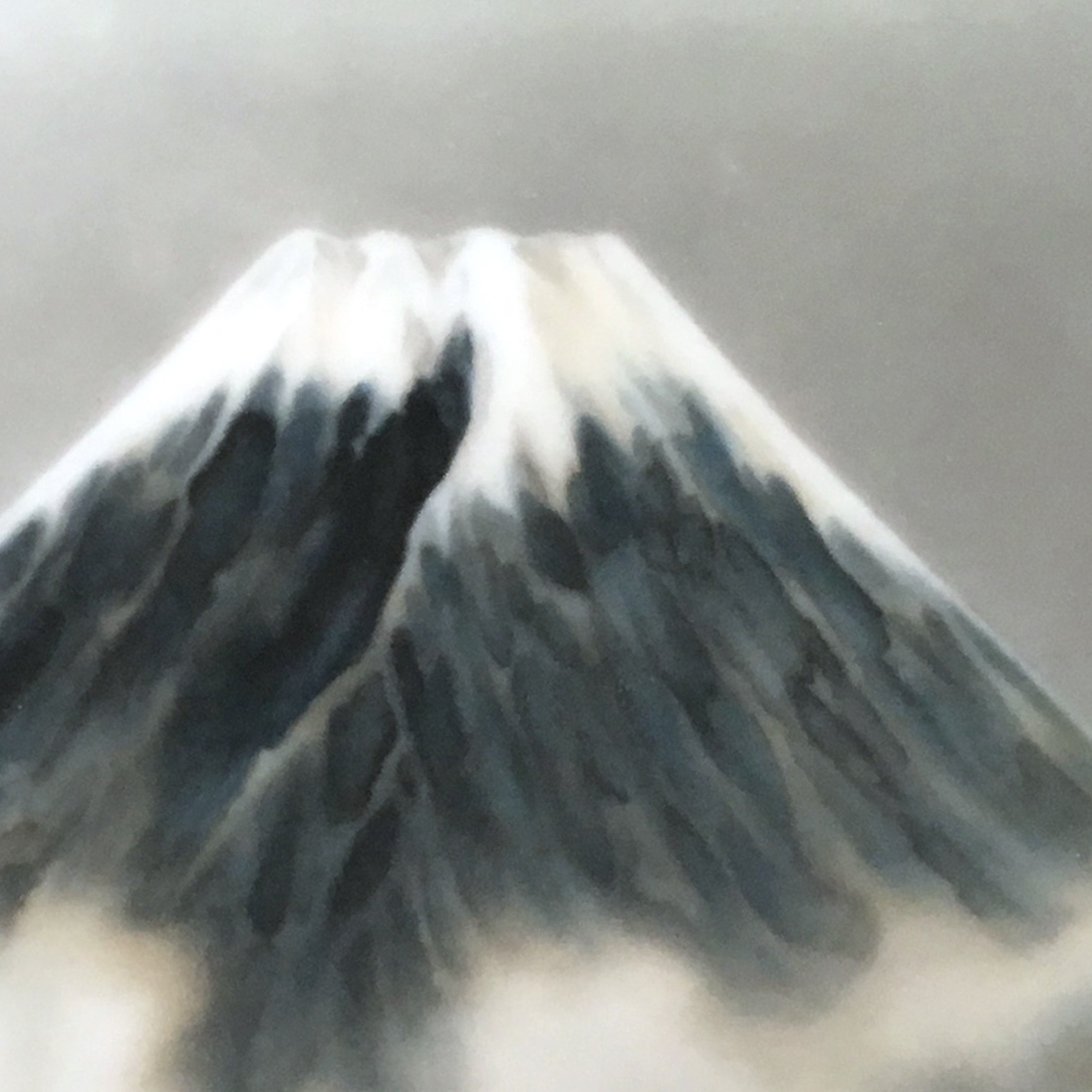
Японская эмаль в технике musen shippō (無線七宝); проволока используется для размещения стекла, но затем удаляется перед обжигом
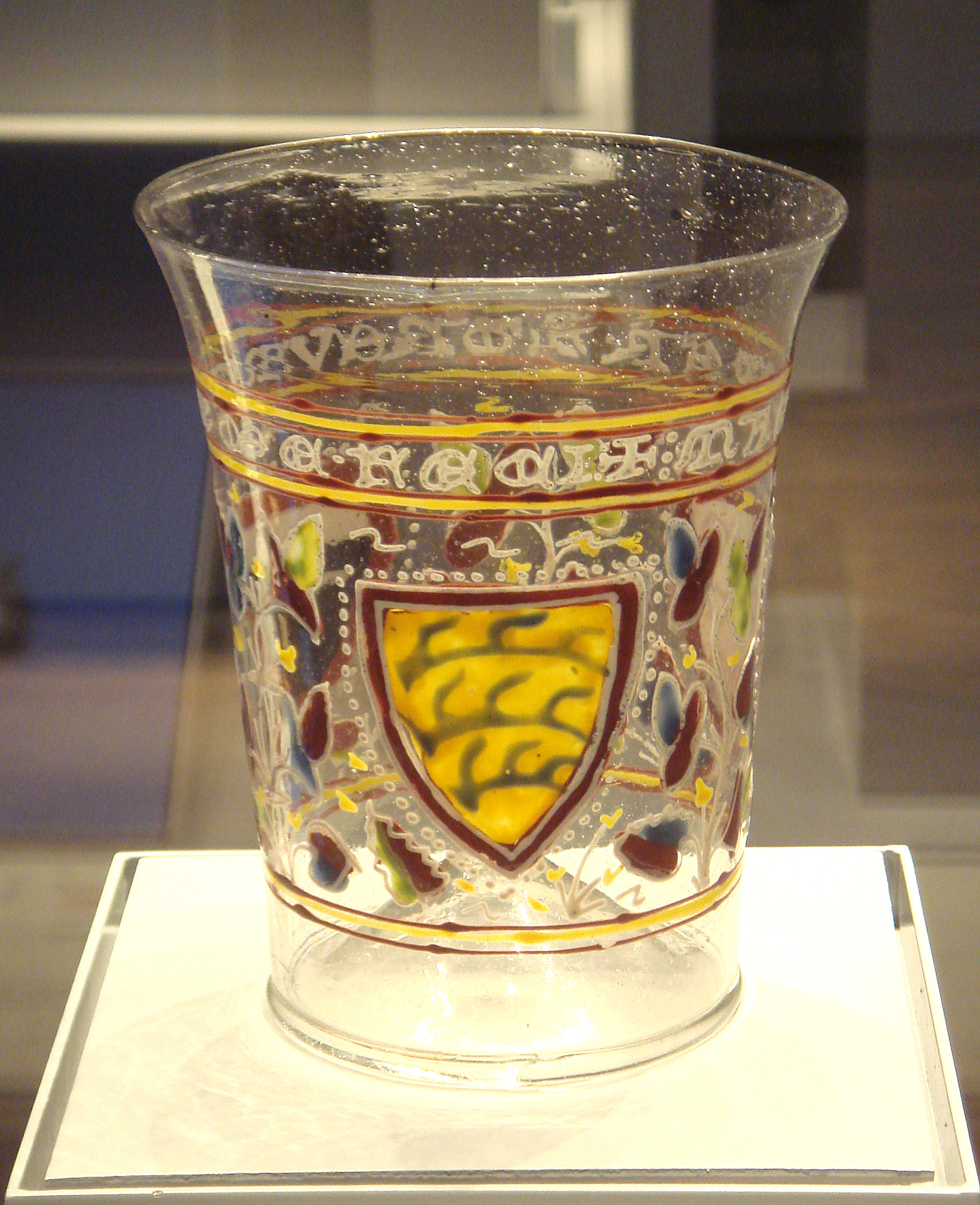
Бокал Aldrevandini — венецианское стекло с эмалевым декором, созданное в исламской технике и стиле. Около 1330 г.
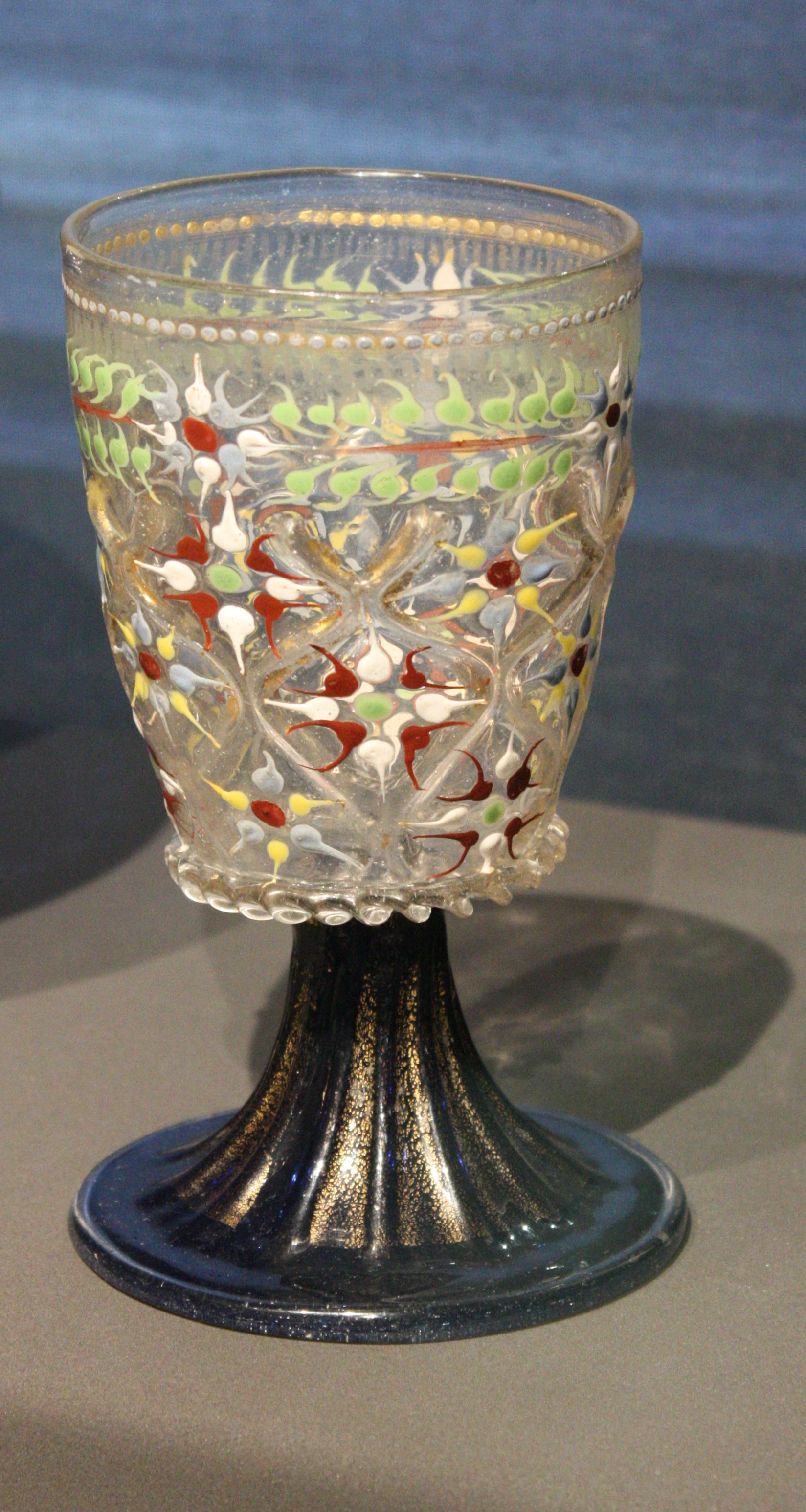
Кубок, Италия, Венеция, 1475–1510 гг.
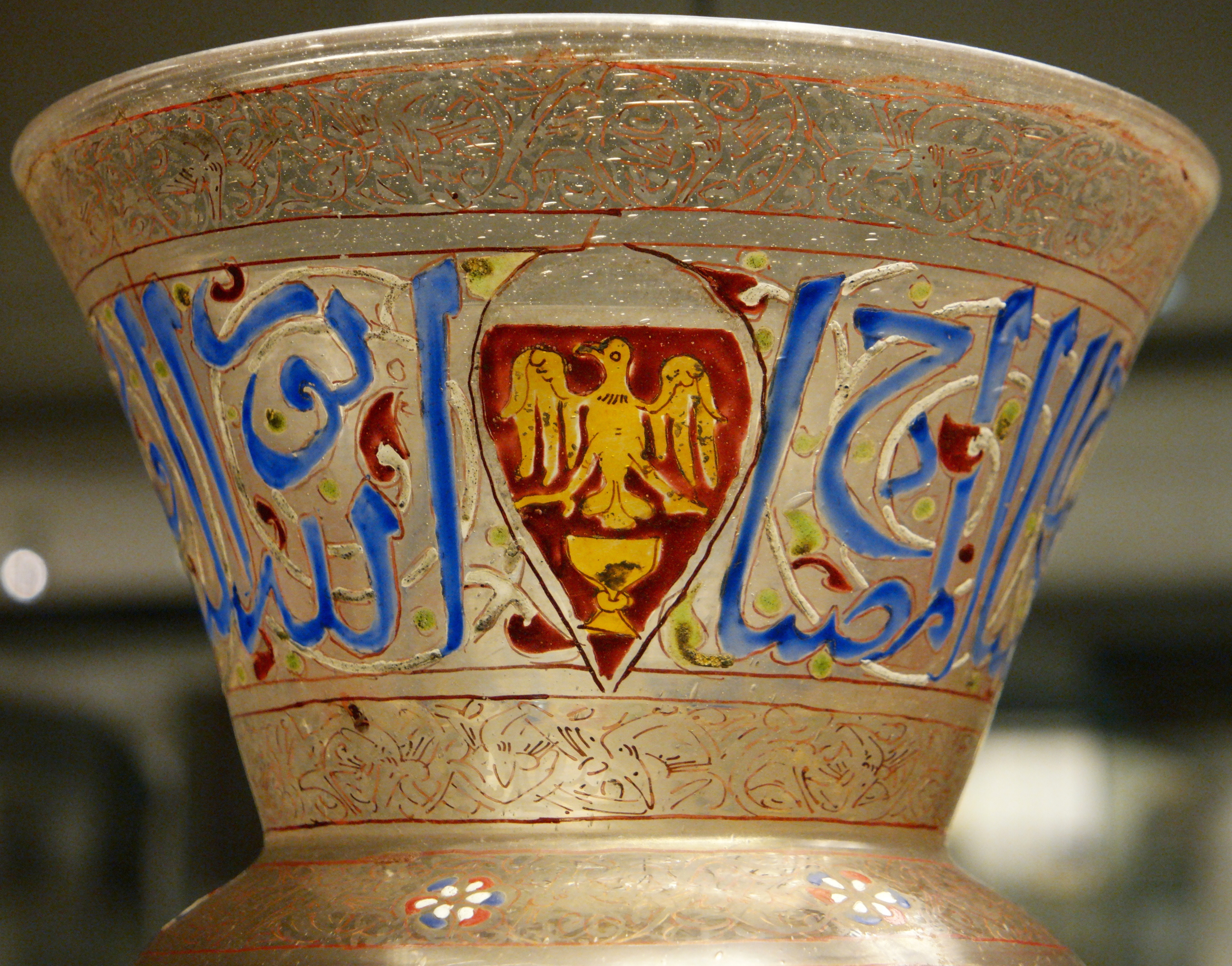
Светильник египетской мечети, XIV век
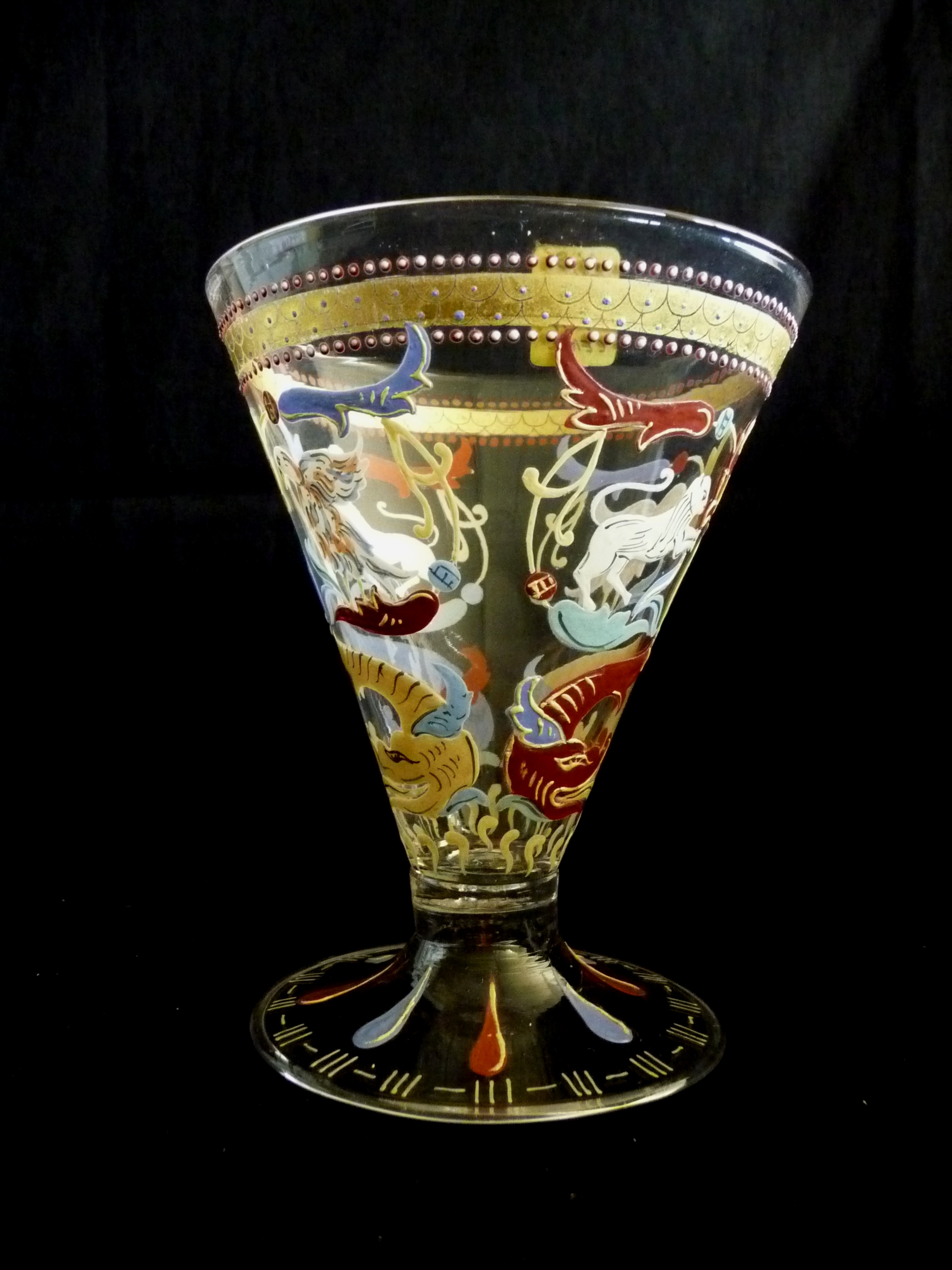
Итальянский Кубок, XIX век
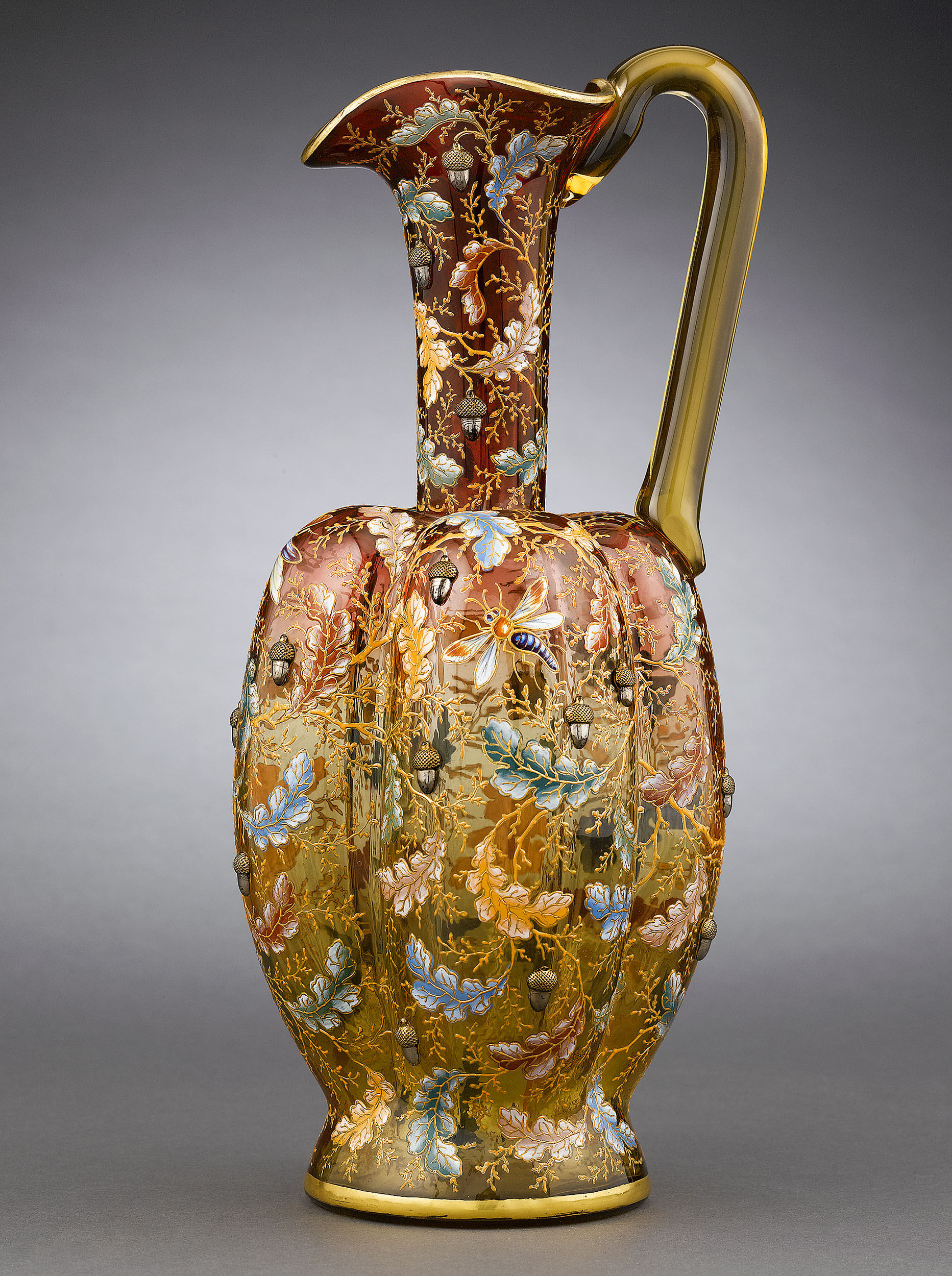
Кувшин Moser, Богемия, ок. 1880 г.
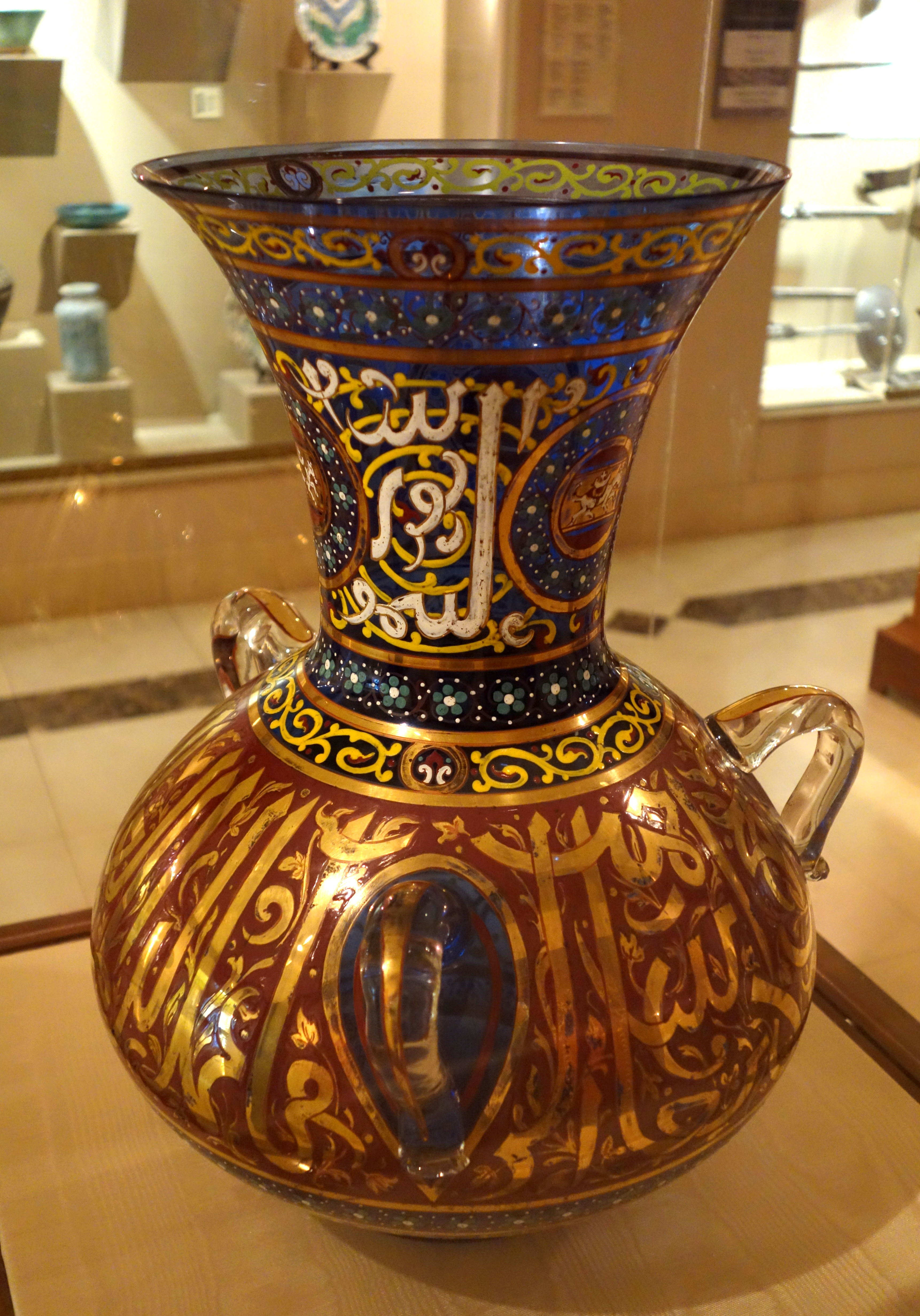
Светильник мечети в стиле Мамалук, Европа, XX век

### Традиции
- Исламское стекло
- Венецианское стекло